# 永田唯
永田 唯（ながた ゆい、女性、1988年12月10日 - ）は、日本のビーチバレーボール選手。スポーツクラブNAS所属。

## 来歴
鹿児島県鹿児島市出身。鹿屋体育大学にスポーツ推薦で入学するも、肌が合わずに退部。男子バレー部にあったビーチバレーボールコートに目が止まり、ビーチバレーボールに転向した。コーチがいない上に部活動ではなく自主活動で、同様にバレー部を退部した先輩と2名だけという環境で毎日トレーニングに励んだという。
4年次の2010年には、全日本ビーチインカレで優勝し、一躍脚光を浴びた。
2011年、石田アンジェラとペアを組み、ユニバーシアード代表で出場したが25位に終わる。同年9月、JBVツアー第4戦で草野歩とペアを組みデビューし、いきなり3位入賞を果たした。2012年にJBVツアー新人賞を獲得した。
2013年の全日本メンバーに登録されている。
2015年7月に開催されたJVAビーチバレーボールシリーズA行橋大会で長谷川暁子とのペアで、同シリーズの初優勝を果たした。

## 球歴
- 所属チーム履歴

市立甲南中学校 → 鹿児島南高校 → 鹿屋体育大学 → スポーツクラブNAS
- 全日本代表 - 2013年
- ユニバーシアード代表 - 2011年
- 受賞歴
- 2012年 - JBVツアー女子新人賞